# صود
صود أو سود Sodd ، طبق حساء نرويجي تقليدي يصنع من لحم ضأن مطبوخ و كرات من اللحم أُعدت من لحم البقر أو من لحم الحمل.
يتضمن الطبق البطاطا و الجزر بطريقة جلية في مرقة فوّاحة أو عبقة.
فيما يعتقد أنه الطريقة الملائمة للتقديم، يتم سلق كل من البطاطا و الجزر بشكل منفصل و يقدمان في الطبق فقط عند تقديمه لصاحب الطبق. تطبق هذه الخطوة عند الطاولة حيث يقوم الناس بوضع إضافات الطعام الخاصة بهم.

## الخلفية
كرات اللحم تنكه بالزنجبيل و جوزة الطيب كما هو شائع. يعد طعام تقليدي يرتبط بشكل وثيق بمنطقة تروندلاغ، يقدم في المناسبات الاحتفالية كحفلات الزفاف و مراسيم التوثيق أو التصديق من باب العادات و التقاليد. 